# Geschichte der Juden in Irland

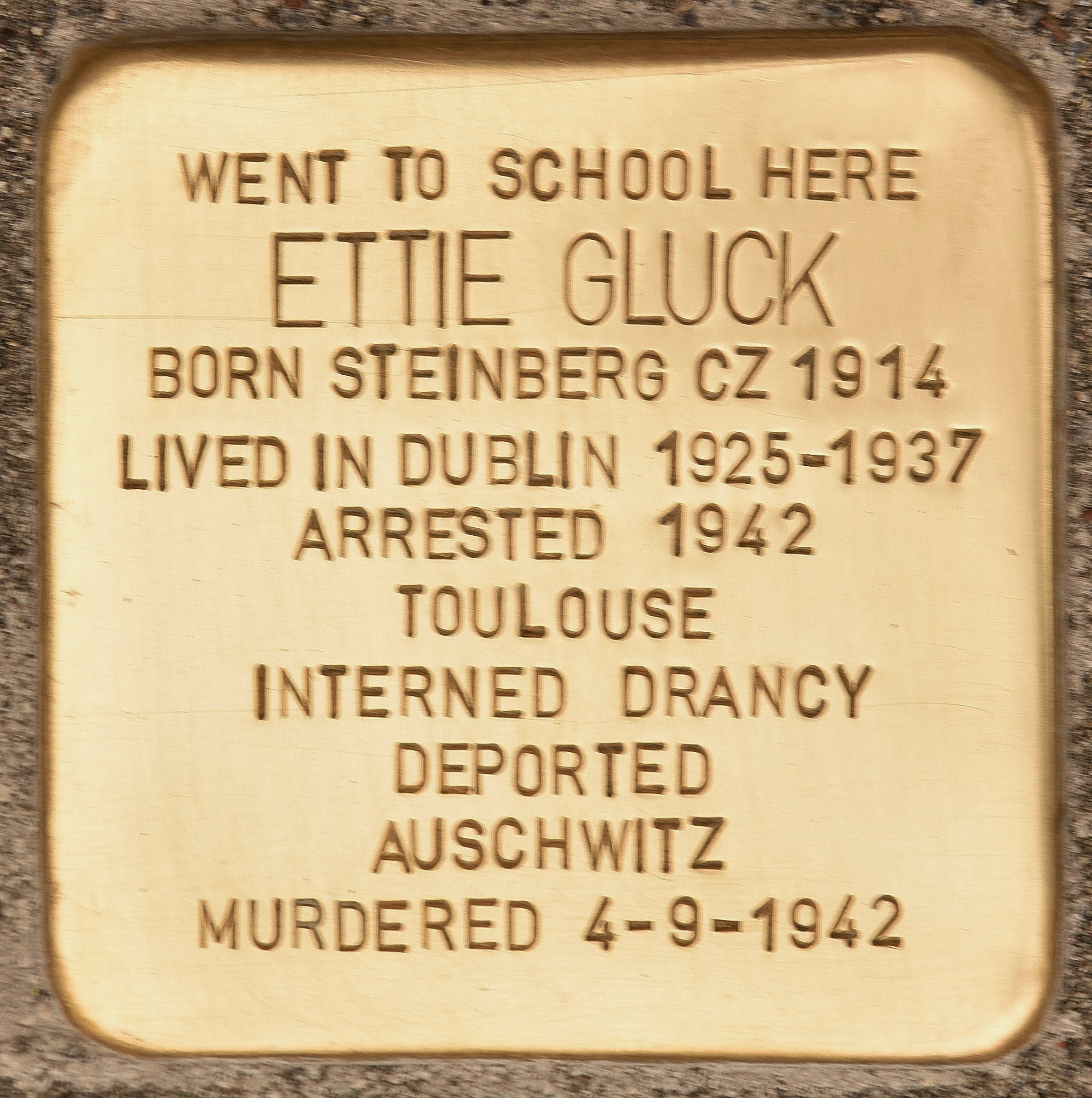
Stolperstein für Ettie Gluck

Die Geschichte der Juden in Irland bezog sich immer auf eine sehr kleine Zahl und begann nach der normannischen Eroberung Englands (1066).

## Mittelalter
Nur wenige Hinweise belegen die Anwesenheit von Juden im mittelalterlichen Irland. 
- (1079) Die Annalen von Inisfallen besagen: „Fünf Juden kamen aus dem Ausland mit Geschenken für Toirdelbach [Toirdelbach Ua Briain, König von Munster], und sie wurden wieder aufs Meer zurückgeschickt.“[1]
- (1169) Richard de Clare fiel gegen das Verbot Königs Heinrichs II. in Irland ein und erhielt dafür finanzielle Hilfe durch einen jüdischen Geldverleiher aus Gloucester, der deswegen eine Geldstrafe erhielt.[2]
- (1232 bis 1286) König Heinrich III. teilte dem Schatzkanzler für Irland Peter de Rivallis das Sorgerecht für die Juden in Irland zu. Vermutlich lebten diese um Dublin, wo 1241 Grundstücksverkäufe an Juden verboten wurden. 1286 werden sie zum letzten Mal erwähnt, bevor 1290 alle Juden aus dem englischen Machtbereich weggehen mussten.[3]
- (16. Jahrhundert) Nach ihrer Vertreibung aus Portugal 1497 ließen sich einige sephardische Juden an Irlands Südküste nieder. William Annyas wurde 1555 zum Bürgermeister von Youghal, County Cork. Der Nachfahre Francis Annyas war 1569, 1576 und 1581 dreimal Bürgermeister von Youghal.

## Vom 17. bis zum 19. Jahrhundert

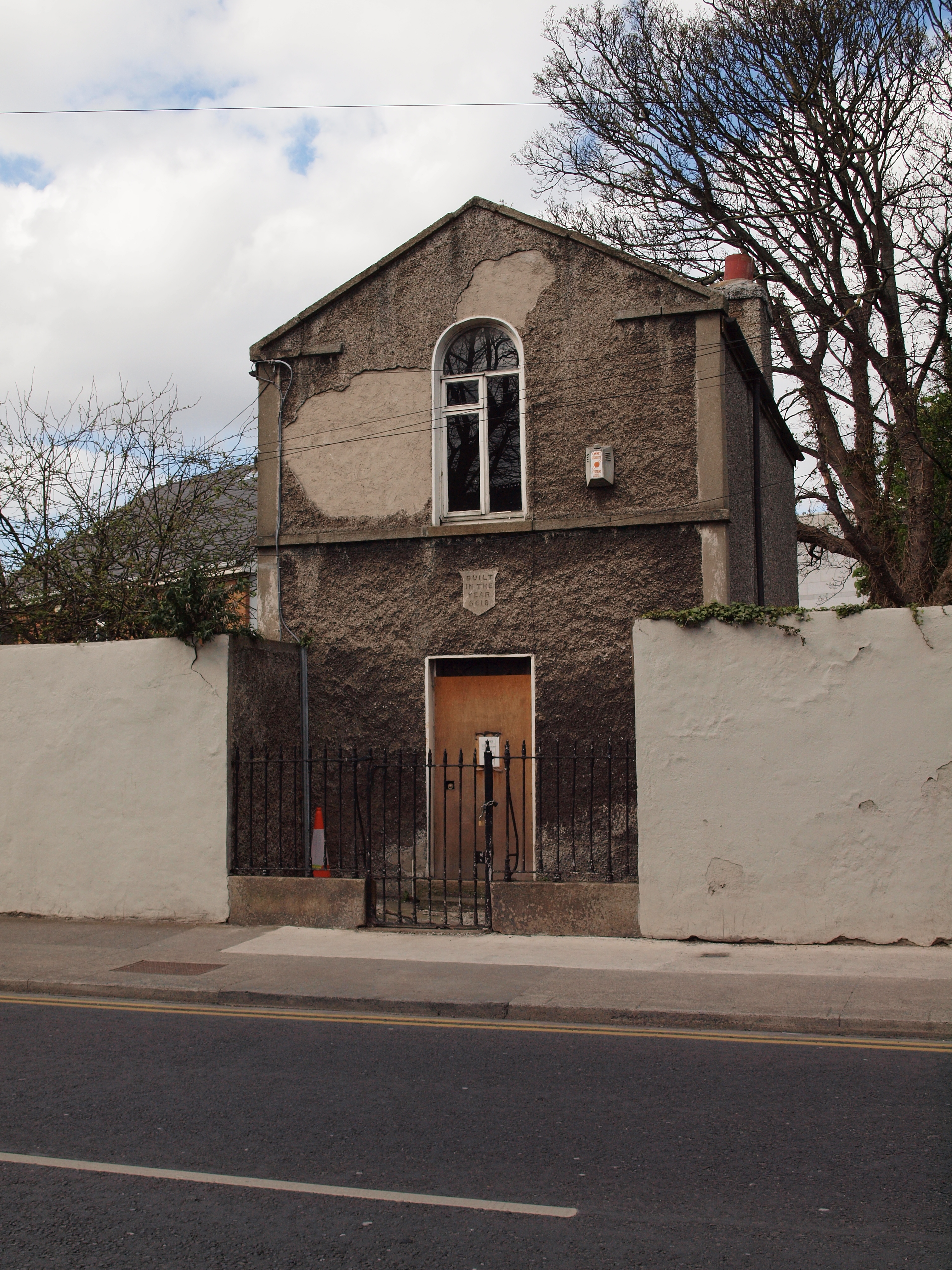
Eingang zum jüdischen Friedhof Ballybough (2020)

Irlands erste Synagoge stand 1660 in der Nähe von Dublin Castle. Die Gemeinde erwarb 1718 ein Grundstück, auf dem Irlands erster jüdischer Friedhof entstand, genannt Ballybough Cemetery, im heutigen Stadtteil Fairview.
Die langsam einsetzende jüdische Emanzipation brauchte zwei Jahrhunderte. 1714 veröffentlichte der irische Philosoph John Toland eine Broschüre Reasons for Naturalizing the Jews in Great Britain and Ireland. 1746 und 1747 gab es im irischen Unterhaus Gesetzesanträge, um die Lage der Juden zu verbessern, die aber noch ohne Erfolg blieben. Seither lag das Thema im Auge des britischen Unterhauses. Der Irish Marriage Act von 1844 machte ausdrücklich Ehen nach jüdischen Riten möglich. 1846 wurde auf Druck von Daniel O’Connell das Gesetz De Judaismo, das Juden eine spezielle Kleidung vorschrieb, aufgehoben. 1876 wurde Lewis Wormser Harris zum Oberbürgermeister von Dublin gewählt, starb aber vor Amtsantritt am 1. August 1876. Durch Zuwanderung meist aus England oder Deutschland nahm die Zahl jüdischer Personen etwas zu: 1871 lag sie bei 258, 1881 bei 453. Nach den russischen Pogromen wuchs die Zahl schneller auf (1901) geschätzt 3771 Personen, meist aus Litauen, 1904 bereits 4800 Personen.

## 20. Jahrhundert
Die jüdische Bevölkerung Irlands umfasste in den 1940er Jahren etwa 5500 Personen, laut der Volkszählung von 2016 ist sie auf etwa 2500 Personen zurückgegangen, meist durch Assimilation (Mischehen) und Auswanderung. Die irisch-jüdische Bevölkerung verzeichnete 1948 nach der Gründung Israels einen starken Rückgang, danach wanderten andere Juden auch in die USA oder Großbritannien aus.

### Unabhängigkeitskrieg
Zwei irische Juden unterstützten die Irisch-Republikanische Armee (IRA) während des Irischen Unabhängigkeitskrieges. Michael Noyk war ein in Litauen geborener Anwalt, der gefangene irische Republikaner wie Sean MacEoin verteidigte. Robert Briscoe (1894–1969) war ein prominentes Mitglied der IRA während des irischen Unabhängigkeitskrieges und des Irischen Bürgerkriegs. Er wurde 1920 nach Deutschland geschickt, um dort Waffen zu beschaffen, was ihm auch gelang. Briscoe war später an der zionistischen Bewegung beteiligt und riet Menachem Begin, die Irgun-Miliz aufzulösen, um einen Bürgerkrieg unter den Juden nach dem irischen Muster zu verhindern. 

### Irische Verfassung
Die irische Verfassung von 1937 gewährte Juden gezielt verfassungsmäßigen Schutz. Dies wurde als notwendiger Bestandteil der Verfassung durch die Behandlung von Juden in anderen Teilen Europas angesehen. Der Verweis auf die jüdischen Kongregationen wurde in der irischen Verfassung 1973 mit dem fünften Verfassungszusatz entfernt. Derselbe Änderungsantrag entfernte die besondere Position der katholischen Kirche sowie Verweise auf andere wie die Kirche von Irland, die Presbyterianische Kirche, die Methodistische Kirche und die Quäker.

### Zweiter Weltkrieg
Irland war während des Zweiten Weltkriegs offiziell neutral, obwohl etwa 100.000 Soldaten an der Seite der Alliierten kämpften. Thomas J. Kiernan, der irische Botschafter beim Vatikan, und seine Frau Delia Murphy (eine Sängerin traditioneller Ballads) arbeiteten mit dem irischen Priester Hugh O’Flaherty zusammen, um viele Juden in Rom zu retten. Juden führten Gottesdienste in der Kirche San Clemente des Collegium Hiberniae Dominicanae durch, das irischen diplomatischen Schutz hatte.
Im Februar 1939 protestierte der deutsche Gesandte gegen den Bischof von Galway, der einen Hirtenbrief herausgegeben hatte, in dem er Deutschland der „Gewalt, Belag, Mord und Verurteilung anderer Rassen und Völker“ beschuldigte.
Gegenüber den jüdischen Opfern des Holocaust während und nach dem Krieg bestand eine gewisse politische Gleichgültigkeit, die der spätere Justizminister Michael McDowell als „antipathisch, feindselig und gefühllos“ bezeichnete. Zwei irische Juden, Ettie Gluck, geb. Steinberg, und ihr kleiner Sohn, wurden im Holocaust ermordet, insgesamt sind sechs Fälle bekannt.
Nach dem Krieg hatten jüdische Gruppen große Schwierigkeiten, den Flüchtlingsstatus für jüdische Waisenkinder zu erhalten, während das Irische Rote Kreuz keine Schwierigkeiten mit der Operation Shamrock hatte, die vor allem aus dem Rheinland über 500 christliche Kinder holte. Das Justizministerium erklärte 1948, es gehe um die Vermeidung von antisemitischen Problemen. Premier de Valera wies dies jedoch zurück, die 150 jüdischen Flüchtlingskinder aus Prag wurden 1948 nach Irland gebracht.
Der irische und später britische Oberrabbiner Immanuel Jakobovits urteilte 1949 optimistisch: „Irland ist eines der ganz wenigen Länder, das seine Bilanz noch nie durch schwerwiegende antijüdische Ausschreitungen getrübt hat.“

## 21. Jahrhundert
Die Republik Irland weist derzeit zwei Synagogen in Dublin auf, eine orthodox, eine reformorientiert. Eine weitere Synagoge steht in Belfast in Nordirland. Die Synagoge in Cork wurde 2016 geschlossen.
Irland hat Israel erst 1963 anerkannt, die israelische Botschaft in Dublin wurde Mitte der neunziger Jahre eröffnet. Nachdem der israelische Geheimdienst Mossad 2010 bei einem gescheiterten Attentat auf ein führendes Hamas-Mitglied in Dubai gefälschte irische Pässe benutzt hatte, wies die irische Regierung einen israelischen Diplomaten aus. Irland fällt im Gaza-Konflikt 2023/24 in der EU durch eine eher palästinafreundliche Politik zusammen mit Spanien und Norwegen auf, indem es Palästina als Staat anerkannt hat. Unter den gefangen genommenen Geiseln der Hamas im Oktober 2023 war ein neunjähriges Mädchen mit irisch-israelischer Staatsbürgerschaft. Sie wurde nach 8 Wochen Geiselhaft durch Vereinbarung freigelassen.

## Antisemitismus
Im Laufe des 20. Jahrhunderts haben mehrere führende Persönlichkeiten der katholischen Kirche antisemitische Überzeugungen und Haltungen gefördert, und eine Reihe führender katholischer Zeitungen und Zeitschriften trugen das weiter: Denis Fahey, Professor für Theologie am Seminar in Kimmage, Dublin, und Jesuitenpater Edward Cahill, ein enger Freund de Valeras. Fahey betrachtete die „Internationalen des Judentums und der Freimaurerei“ als die beiden großen Bedrohungen der Zeit; seiner Ansicht nach war der Kommunismus „die jüngste Entwicklung in dem alten Kampf, der von der Jüdischen Nation gegen den übernatürlichen Messias, unseren Herrn Jesus Christus, geführt wird“. Cahill machte Juden verantwortlich für die „Kontamination“ der westlichen Gesellschaft als Folge ihrer Kontrolle über die Pressen, Kinos und Banken der großen westlichen Länder.
Am Passionssonntag 1932 hielt John Charles McQuaid, später Primas von Irland, Erzbischof von Dublin (1940–1971) und von erheblichem politischen Einfluss auf die irische Politik während des 20. Jahrhunderts, eine antisemitische Predigt im Blackrock College; darin prangerte er Juden an, dass „von den ersten Verfolgungen bis zum gegenwärtigen Moment man Juden finden wird, die sich praktisch an jeder Bewegung gegen die Kirche beteiligen. Ein Jude als Jude ist völlig gegen Jesus Christus und die Kirche, das bedeutet.... wir meinen Satan, nicht nur Luzifer und die gefallenen Engel, sondern auch die Männer, Juden und andere, die Satan als ihr Haupt gewählt haben.“

## Nordirland
Die Juden Nordirlands haben vor allem in Belfast gelebt, wo Aschkenasim 1870 die Belfaster Hebrew Congregation, eine aschkenasische orthodoxe Gemeinde, gründeten. Frühere Gemeinden befanden sich in Derry und Lurgan. Der deutschstämmige Kaufmann Otto Jaffe (1846–1929) war der lebenslange Vorsitzende der Hebrew Congregation.

## Irische Juden
- Lenny Abrahamson (* 1966), Filmregisseur[16]
- Leonard Abrahamson (1896–1961), Gälischexperte und Mediziner[17]
- Leopold Bloom, Romanfigur im Ulysses
- Ben Briscoe (1934–2023), Politiker der Fianna Fáil T.D.
- Robert Briscoe (1894–1969), IRA-Kämpfer, Zionist und Politiker
- Bob Geldof (* 1951), Musiker
- Rabbi Yitzhak HaLevi Herzog (1888–1959), Oberrabbiner Irlands 1919–1937
- Chaim Herzog (1918–1997), Präsident Israels
- Amy Huberman (* 1979), Schauspielerin
- Rabbi Immanuel Jakobovits (1921–1999), Oberrabbiner Irlands 1949–1958
- David Ricardo (1772–1823), Nationalökonom und Parlamentsmitglied für Portalington 1819–1823
- Alan Shatter (* 1951), Politiker der Fine Gael
- Stella Steyn (1907–1987), Malerin
- Mervyn Taylor (1931–2021), Politiker der Labour-Partei

## Großrabbiner Irlands
- Yitzhak HaLevi Herzog (1921–1937)
- Immanuel Jakobovits (1949–1958)
- Isaac Cohen (1959–1979)
- David Rosen (1979–1984)
- Ephraim Mirvis (1985–1992)
- Shimon Yehudah Harris (1993–1994)
- Gavin Broder (1996–2000)
- Yaakov Pearlman (2001–2008)
- Zalman Lent (2008–2023)
- Yoni Wieder (2023–)

## Einzelbelege
1. ↑  Part 63 of Annals of Inisfallen. Abgerufen am 4. Juni 2024.
2. ↑  Michael Frassetto: Christian Attitudes Toward the Jews in the Middle Ages: A Casebook. Taylor & Francis, 2007, ISBN 978-0-415-97827-9 (google.de [abgerufen am 4. Juni 2024]).
3. ↑  Seán Duffy: Medieval Ireland: An Encyclopedia. Routledge, 2005, ISBN 978-1-135-94823-8 (google.com [abgerufen am 4. Juni 2024]).
4. ↑  Patrick Comerford: The synagogues of Dublin: 2, Ballybough Cemetery. Abgerufen am 4. Juni 2024 (britisches Englisch).
5. ↑  John Toland: Reasons for naturalizing the Jews in Great Britain and Ireland. ha-Universitah ha-ʻivrit, ha-Ḥug le-historyah shel ʻam Yisrael, 1714 (archive.org [abgerufen am 4. Juni 2024]).
6. ↑  Everything about Jewish Community in Ireland. 22. Februar 2010, archiviert vom Original (nicht mehr online verfügbar) am 22. Februar 2010; abgerufen am 4. Juni 2024.  Info: Der Archivlink wurde automatisch eingesetzt und noch nicht geprüft. Bitte prüfe Original- und Archivlink gemäß Anleitung und entferne dann diesen Hinweis.
7. ↑  Tim Pat Coogan: Wherever green is worn: the story of the Irish diaspora. Palgrave, New York 2001, ISBN 978-0-312-23990-9, S. 77, 86.
8. ↑  Eunan O'Halpin: Spying on Ireland: British intelligence and Irish neutrality during the Second World War. Oxford Univ. Press, Oxford 2010, ISBN 978-0-19-925329-6, S. 32.
9. ↑  ‘Stumbling stones’ unveiled in Dublin to remember Irish Holocaust victims. Abgerufen am 4. Juni 2024 (englisch).
10. ↑  Dermot Keogh: Jews in twentieth-century Ireland: refugees, anti-semitism and the Holocaust. Cork University Press, Cork, Ireland 1998, ISBN 978-1-85918-149-2.
11. 1 2  Ralf Sotscheck: Irland und Israel: Mehr als ein bisschen Kritik. In: Die Tageszeitung: taz. 17. November 2023, ISSN 0931-9085 (taz.de [abgerufen am 4. Juni 2024]).
12. ↑  Emily Hand among Gaza hostages freed on Saturday. 25. November 2023 (bbc.com [abgerufen am 5. Juni 2024]).
13. ↑  Dermot Keogh: Jews in twentieth century Ireland: refugees, anti-semitism and the Holocaust. Cork University Press, Cork 1998, ISBN 978-1-85918-149-2, S. 95–98.
14. ↑  John Cooney: John Charles McQuaid: Ruler of Catholic Ireland. O Brien Press, 1999, S. 72.
15. ↑  BELFAST - JewishEncyclopedia.com. Abgerufen am 4. Juni 2024.
16. ↑  Lenny Abrahamson. In: Who's who. Irish Film and Television Network (englisch).
17. ↑  Abrahamson, Leonard | Dictionary of Irish Biography. Abgerufen am 4. Juni 2024 (englisch).